# Bráda Tibor
Bráda Tibor (Karcag, 1941. szeptember 18. – 2022. szeptember 10. vagy előtte) Munkácsy Mihály-díjas magyar festőművész.

## Életpályája
Édesapja fizikatanár, édesanyja tanítónő volt. Édesapja 1944-ben bevonult katonának és a második világháborúban meghalt. 1956-tól a budapesti Képző- és Iparművészeti Gimnáziumba járt, ahol Újváry Lajos volt a szaktanára, majd 1960–1967 között a Képzőművészeti Főiskolán Pap Gyula, Sarkantyu Simon és Szentiványi Lajos voltak a mesterei. A Képzőművészeti Főiskolán Szentiványi Lajos tanársegédje, 1987-től docens volt. 1971-től állított ki.
A dunapART alkotóközösség művészeti vezetője. Festményei megtalálhatóak többek között a Magyar Nemzeti Galéria gyűjteményében. A Magyar Festészet Napja alapítója. Tanítványai voltak többek között Bihari Sándor, Karsai Ildikó, Morvai László, Nagy Andrea, Simon János, Szilva József.

## Magánélete
Felesége Deák Ilona festőművész. Két lányuk született, Judit (1965) és Enikő (1969).

## Kötetei
- Bráda Tibor. Rajzok, képek, muráliák; s.n., s.l., 2000
- Tájképfestés akvarellel; Cser, Budapest, 2012 (Kis műterem)
- Egy üvegfestő belső monológja. Bráda Tibor üvegfestészete; bev. Sipos Endre; Cser, Budapest, 2014

## Elismerései
- 1969-1971 Derkovits Gyula képzőművészeti ösztöndíj
- 1984 Munkácsy Mihály-díj
- 1989 nívódíj a mátészalkai színház mennyezetképeiért
- 1990 nápolyi Italia 2000 Festészeti Verseny 3. díja
- 2002 Magyar Arany Érdemkereszt a hazai képzőművészeti életben betöltött sokszínű tevékenységéért
- 2008 Pege Aladár-emlékdíj